# Lista de filmes portugueses de 2018
Lista de filmes portugueses de longa-metragem lançados comercialmente em Portugal em 2018, nas salas de cinemas.
Nota: Na coluna coprodução, passando o cursor sobre a bandeira aparecerá o nome do país correspondente.
| #  | Filme                      | Realização                                 | Género                   | Estreia         | Coprodução | Class |
| -- | -------------------------- | ------------------------------------------ | ------------------------ | --------------- | --- | ----- |
| 1  | Amor Amor                  | Jorge Cramez                               | Romance                  | 8 de fevereiro  | — | M/14  |
| 2  | Aparição                   | Fernando Vendrell                          | Drama, romance           | 22 de março     | — | M/12  |
| 3  | A Árvore                   | André Gil Mata                             | Drama                    | 27 de setembro  | Bósnia e Herzegovina | M/14  |
| 4  | Bad Investigate            | Luís Ismael                                | Ação, comédia, policial  | 18 de janeiro   | — | M/14  |
| 5  | Cabaret Maxime             | Bruno de Almeida                           | Drama                    | 31 de maio      | Estados Unidos | M/16  |
| 6  | O Caderno Negro            | Valeria Sarmiento                          | Drama, romance, história | 11 de outubro   | França | M/12  |
| 7  | O Canto de Ossobó          | Silas Tiny                                 | Documentário             | 19 de abril     | — | —     |
| 8  | O Capitão                  | Robert Schwentke                           | Drama, guerra, história  | 22 de março     | Alemanha · Polónia | M/16  |
| 9  | Carga                      | Bruno Gascon                               | Drama                    | 8 de novembro   | — | M/16  |
| 10 | O Chefe                    | Sergio Barrejón                            | Comédia                  | 23 de agosto    | Espanha | M/16  |
| 11 | Colo                       | Teresa Villaverde                          | Drama                    | 15 de março     | França | M/16  |
| 12 | Correspondências           | Rita Azevedo Gomes                         | Documentário             | 8 de março      | Argentina · Brasil · França · Grécia                                                                                    | M/12  |
| 13 | Doutores Palhaços          | Bernardo Lopes Hélder Faria                | Documentário             | 22 de novembro  | — | M/6   |
| 14 | Djon África                | João Miller Guerra Filipa Reis             | Drama                    | 29 de novembro  | Brasil · Cabo Verde | M/12  |
| 15 | Encontro Silencioso        | Miguel Clara Vasconcelos                   | Drama, aventura          | 5 de abril      | — | M/12  |
| 16 | O Espectador Espantado     | Edgar Pêra                                 | Documentário             | 13 de setembro  | — | M/12  |
| 17 | Hip to da hop              | António Freitas Fábio Silva                | Documentário             | 25 de outubro   | — | M/12  |
| 18 | Joaquim                    | Marcelo Gomes                              | Drama                    | 6 de setembro   | Brasil · Espanha | M/14  |
| 19 | O Labirinto da Saudade     | Miguel Gonçalves Mendes                    | Documentário             | 24 de maio      | — | M/12  |
| 20 | Leviano                    | Justin Amorim                              | Drama, policial          | 5 de julho      | — | M/14  |
| 21 | Linhas de Sangue           | Manuel Pureza Sérgio Graciano              | Ação, comédia, suspense  | 26 de julho     | — | M/16  |
| 22 | Luz Obscura                | Susana de Sousa Dias                       | Documentário             | 10 de maio      | — | M/12  |
| 23 | Mariphasa                  | Sandro Aguilar                             | Drama                    | 13 de setembro  | — | M/14  |
| 24 | Milla                      | Valérie Massadian                          | Drama                    | 30 de agosto    | França | M/12  |
| 25 | Our Madness                | João Viana                                 | Drama                    | 6 de dezembro   | França · Moçambique | M/14  |
| 26 | Parque Mayer               | António-Pedro Vasconcelos                  | Drama, comédia           | 6 de dezembro   | — | M/14  |
| 27 | A Pedra Não Espera         | Graça Castanheira                          | Documentário             | 28 de junho     | — | M/12  |
| 28 | Pedro e Inês               | António Ferreira                           | Drama                    | 18 de outubro   | Brasil · França | M/14  |
| 29 | Praça Paris                | Lúcia Murat                                | Drama                    | 4 de outubro    | Argentina · Brasil | M/14  |
| 30 | Prometo Falhar: O Filme    | Alberto Rocco                              | Documentário             | 5 de julho      | — | M/12  |
| 31 | Raiva                      | Sérgio Tréfaut                             | Drama                    | 31 de outubro   | Brasil · França | M/14  |
| 32 | Ramiro                     | Manuel Mozos                               | Drama, comédia           | 1 de março      | — | M/12  |
| 33 | Ruth                       | António Pinhão Botelho                     | Drama, biografia         | 3 de maio       | — | M/12  |
| 34 | Setembro a Vida Inteira    | Ana Sofia Fonseca                          | Documentário             | 15 de março     | — | M/12  |
| 35 | Sol Cortante               | Laura Laperrousaz Clara Laperrousaz        | Drama                    | 23 de agosto    | França | M/14  |
| 36 | Soldado Milhões            | Gonçalo Galvão Teles Jorge Paixão da Costa | Guerra                   | 12 de abril     | — | M/12  |
| 37 | Spell Reel                 | Filipa César                               | Documentário             | 21 de junho     | Guiné · Alemanha · França                                                                                               | M/12  |
| 38 | Todas as Cartas de Rimbaud | Edmundo Cordeiro                           | Documentário             | 22 de fevereiro | — | M/12  |
| 39 | Vazante                    | Daniela Thomas                             | Drama                    | 6 de setembro   | Brasil | M/14  |
| 40 | Zama                       | Lucrecia Martel                            | Drama                    | 3 de maio       | Argentina · Brasil · Chile · Espanha · Estados Unidos · França · Líbano · México · Países Baixos · República Dominicana | M/14  |
| 41 | 9 Dedos                    | F.J. Ossang                                | Suspense                 | 11 de outubro   | França | M/12  |